# Lothar Weichert
Lothar Weichert  (* 20. Juni 1930 in Trebnitz, Provinz Niederschlesien; † 4. Dezember 2021) war ein deutscher Ingenieur und Messtechniker.

## Leben
Lothar Weichert war evangelisch, studierte anfangs von 1949 bis 1952 Theologie in Erlangen, um dann von 1953 bis 1958 das Studium der Technischen Physik an der Technischen Hochschule München mit dem Diplom abzuschließen. Anschließend war er von 1958 bis 1963 als wissenschaftlicher Mitarbeiter am Institut für Holzforschung und Holztechnik der Ludwig-Maximilians-Universität München tätig. Nach der Promotion zum Dr.-Ing. an der TU München am 13. März 1963 arbeitete er seit 1965 als Leiter und Dozent an Seminaren der Technischen Akademie Esslingen. 1969 wurde er Professor für elektrische Meßtechnik an der Hochschule der Bundeswehr in München, 1977/78 dort Prodekan des Fachbereichs Elektrotechnik, 1983/1984 Vizepräsident der Universität. Am 8. Juli 1995 ging er in den Ruhestand.
Die Schwerpunkte seiner Arbeit lagen in der Sensorik, insbesondere der Entwicklung und Applikation für Temperatur- und Feuchtemessung. Weichert war Mitglied verschiedener (Normen-)Ausschüsse und im wissenschaftlichen Beirat der „Sensor“-Konferenz. Im Kapitel zur Meßtechnik von Thermischen Größen wird im Dubbel in mehreren Ausgaben das Buch Temperaturmessung in der Technik als Literatur angegeben.
Seit 1958 war er mit Uta Weichert, geborene Rohloff (1931–2021), verheiratet; das Paar hatte drei Kinder (Joachim, Eva und Martin). Gemeinsam mit seiner Frau übersetzte er mehrere Bücher aus dem Fachgebiet der Physik vom Englischen ins Deutsche.

## Schriften (Auswahl)
- Dissertation: Untersuchungen über das Sorptions- und Quellungsverhalten von Fichte, Buche und Buchenpressvollholz bei Temperaturen zwischen 20° und 100°C. Technische Hochschule München 1963, OCLC 831143996.
- Temperaturmessung in der Technik. Grundlagen und Praxis. Esslingen 1976, mehrere Auflagen (3. Auflage 1982).
- u. a. gemeinsam mit Günter Käs und Rudolf Mäusl: Hochfrequenzmeßtechnik. Expert Verlag, Grafenau 1981, ISBN 978-3-88508-648-2
- The avoidance of electrical interference in instruments, 1983 J. Phys. E: Sci. Instrum. 16 1003
- Konferenz- und Ausstellungsbericht: SENSOR 88, in: tm – Technisches Messen, vol. 55, no. JG, 1988, pp. 424–428.
- Klimamessungen für die Denkmalpflege im Dom zu Freiberg, in: Restoration of Buildings and Monuments, vol. 1, no. 1, 1995, pp. 55-72.

### Übersetzungen
- mit Uta Weichert: Messgeräte, Messverfahren, Messsysteme von Barry E. Jones, 1980.
- mit Uta Weichert: Interfaceschaltungen zur Messwerterfassung, hrsg. von Daniel H. Sheingold, 1983.
- mit Uta Weichert: Der fliegende Zirkus der Physik von Jearl Walker, 1985.